# 清康熙素三彩花果紋盤
清康熙素三彩花果紋盤，又稱清康熙三彩福壽三多盤，是康熙年間（西元1662-1722年）官窯的素三彩作品。現在藏於台北國立故宮博物院。這類型很相似的作品在故宮博物院還有另一件作品：「清康熙素三彩三多盤」。這兩件作品相似度頗高，惟用色和構圖能從比較中分辨出來。下面主要會就清康熙素三彩花果紋盤來敘述，但基本上和清康熙素三彩三多盤都是一樣的。
素三彩源於明代，歷經傳承與創新，在康熙年間不論是產量、質量，還是創新品種，都達到新的高度。像是這件作品即是創新的作品之一。

## 外觀

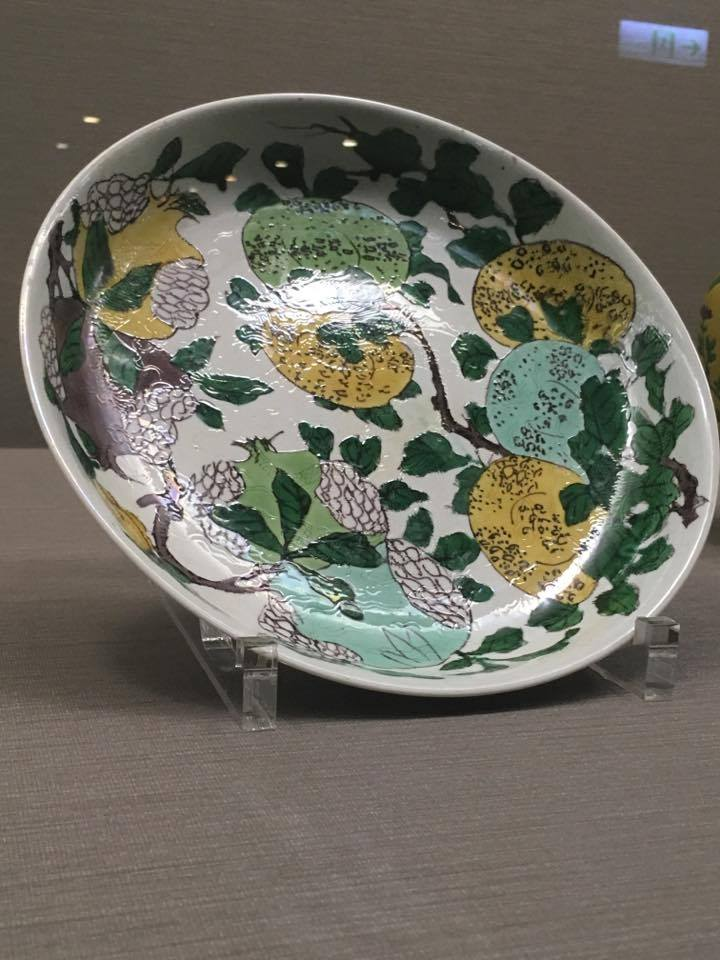
清康熙素三彩花果紋盤（正面偏斜，龍紋明顯）
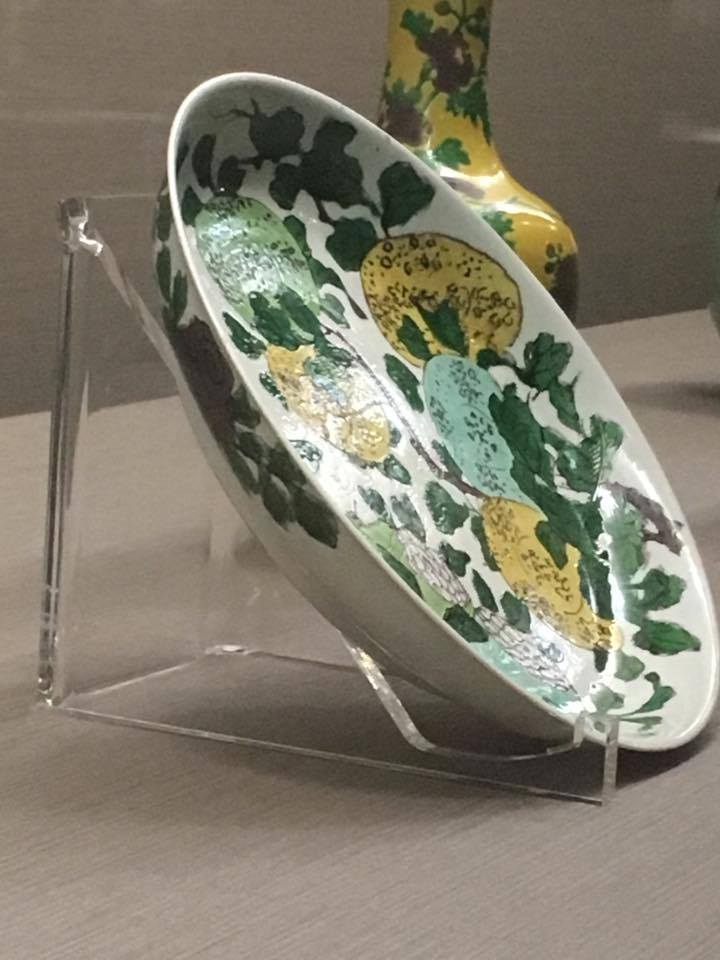
清康熙素三彩花果紋盤（左側花果紋）
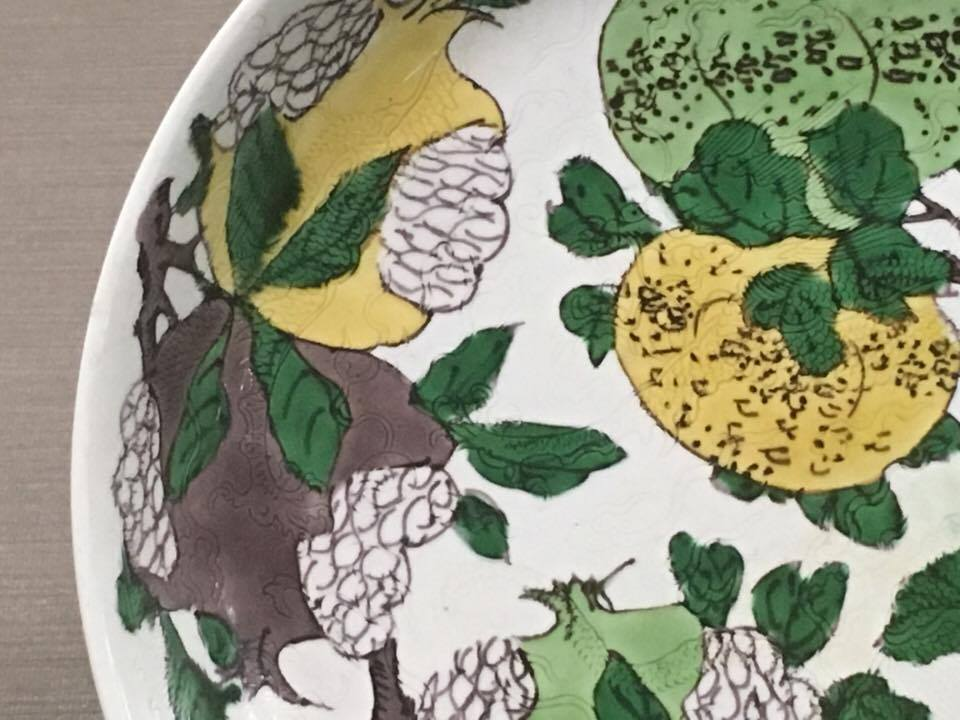
清康熙素三彩花果紋盤（龍爪）
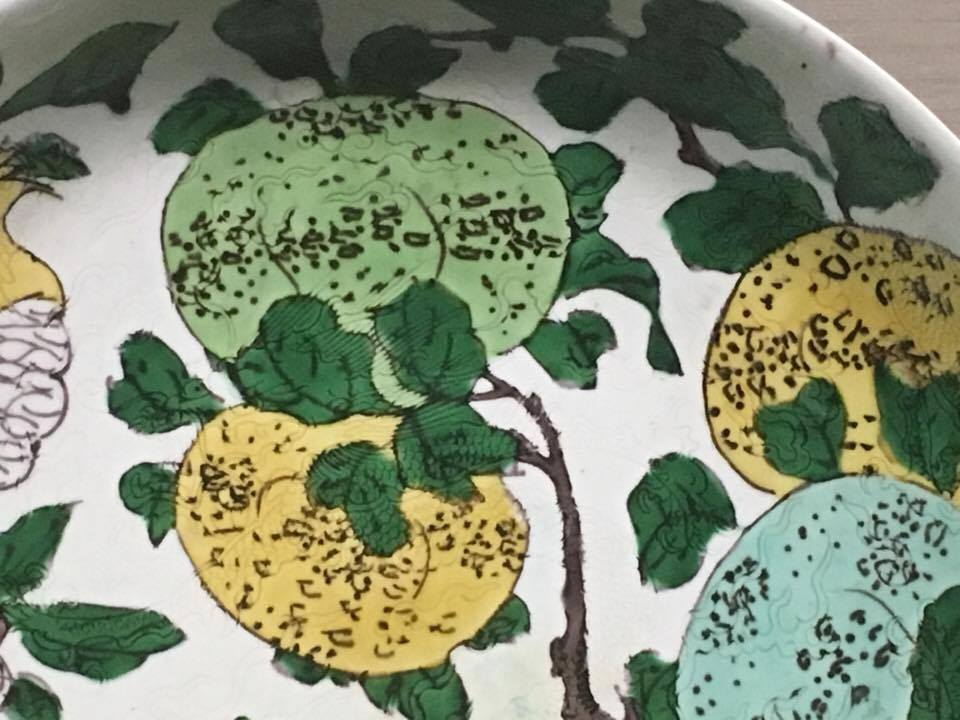
清康熙素三彩花果紋盤（龍頭）

### 胎釉
素三彩，會稱作素是因其少用紅色，三是虛數，代表多色，素三彩常見的顏色黃、綠、紫、白、藍、黑等。和濃烈用有紅色的五彩相比而言，典雅素靜。這件作品也可以看出這個用色趨勢，運用黃色，各式濃綠深淺不一的綠色，以及紫色、黑色。整件作品中，以黑褐色釉勾勒紋樣，再填以其他釉色。
另外，素三彩為高溫白瓷上繪製低溫釉彩燒製而成，屬於釉下刻花和釉上彩的結合。此件作品乍看之下有許多的花果紋樣，但若再靠近仔細觀察，即可發現在花果紋樣的底下，胎上有暗刻的龍紋，但之後上的釉完全沒有照刻好的龍紋，而是直接畫上花果紋。可以看出為直接拿現成的瓷器，在其上直接彩繪的結果。對於這樣的表現有猜測，可能是官窯為了實驗彩釉在不同溫度底下的呈色效果。
這件作品內外壁皆施白釉，內繪滿黃綠紫帶葉花果，外亦繪有相同的花果兩叢。而這一類別又因施白釉被稱為白地素三彩，正如《明清瓷器鑑定》:「三彩中的水綠色最為突出，其綠淺淡嫩艷如一汪泓水。」以及寂園叟《陶雅》：「素三彩之盤、碗，各有雕暗龍，其淺碧一色，最為鮮豔。」所說，其淺碧、湖水綠特別突出，這件作品也可以明顯看出其特色的綠色。其他又因不同底色區分成黃地素三彩，黑地素三彩等。

### 造型
撇口盤，淺弧壁，圈足矮寬。

### 紋飾
作品的紋飾分成畫上去的彩釉花果帶葉紋樣，以及釉下刻畫於胎上的龍紋。花果紋樣佔滿了幾乎整個盤面，裡面有石榴，代表多子多孫的祝福。三多是指佛手柑、桃、石榴分別代表多福、多壽、多子。
暗紋的話，這件作品是五爪龍以及許多的雲紋，為皇室官窯的象徵。